# だれかが見つめてる
『だれかが見つめてる』（だれかがみつめてる）は、原作：安芸永里子、作画：松本洋子による日本の漫画作品。
『なかよし』（講談社）1981年12月号と1982年1月号に前後編が掲載された。全2話。単行本は同社の講談社コミックスなかよしより全1巻。

## 書誌情報
- 松本洋子・安芸永里子 『だれかが見つめてる』 講談社〈なかよしKC〉、1982年3月5日第1刷発行、ISBN 4-06-108406-2
  - 表題作のほか、「氷のレクイエム」「人形たちの夜」が同時収録されている。